# 孟凌云
孟凌云，赵州人，是一名清朝政治人物。拔贡出身。
孟凌云曾于顺治七年(1650年)接替李正茂任邵武府知府一职，顺治九年(1652年)由崔升接任。